# 그루비룸
그루비룸(영어: GroovyRoom)은 대한민국의 힙합 프로듀서 팀이다. 식케이 (Sik-K)가 만든 힙합 크루 YELOWS MOB (옐로우스 몹)에 소속되어 있다. 2018년에 방영된 고등래퍼 2의 우승 프로듀서로 유명해졌다. 2018년 한국 힙합 어워즈 올해의 프로듀서상을 수상하였다.
프로듀싱한 곡에는 "GroovyRoom Everywhere (그루비룸 에브리웨어)"라는 시그니쳐 사운드가 존재한다.

## 멤버
| 이름   | 소개 |
| ------ | --- |
| 이휘민 | - 생년월일 : 1994년 8월 5일(30세) - 출생지 : 대한민국 인천광역시 - 포지션 : 프로듀서, DJ - 활동기간 : 2015년 ~ 현재      |
| 박규정 | - 생년월일 : 1994년 12월 12일(30세) - 출생지 : 대한민국 경상도 포항시 - 포지션 : 프로듀서, DJ - 활동기간 : 2015년 ~ 현재 |

## 음반 목록

### EP
- ROOM SERVICE (2019.09.09)
- EVERYWHERE (2017.07.24)

### 싱글
- Loyalty (2016)
- My Paradise (2018)
- THIS NIGHT (2019)
- Face Down (2019)
- Find your lights (2020)

### 콜라보
- NELL X GROOVYROOM (2017)

## 수상
- 2017년 한국 힙합 어워즈 올해의 프로듀서상
- 2018년 한국 힙합 어워즈 올해의 프로듀서상
- 2019년 제3회 소리바다 베스트 케이뮤직 어워즈 베스트 힙합메이커상

## 방송
- 2018년 Mnet 《고등래퍼 2》
- 2019년 Mnet 《고등래퍼 3》
- 2020년 Mnet 《쇼미더머니 9》
- 2022년 Mnet 《쇼미더머니 11》